# Pockau-Lengefeld
Pockau-Lengefeld es un municipio situado en el distrito de los Montes Metálicos, en el estado federado de Sajonia (Alemania), a una altitud de 400 metros. Su población a finales de 2016 era de unos 8000 habs. y su densidad poblacional, 100 hab/km².